# Isochoor proces
Een isochoor proces is een thermodynamisch proces waarbij het volume van het gas dat het proces doorloopt constant blijft. Om berekeningen aan gesloten kringprocessen te kunnen maken wordt ervan uitgegaan dat het volume van een gas constant blijft tijdens bepaalde fasen van dit proces.

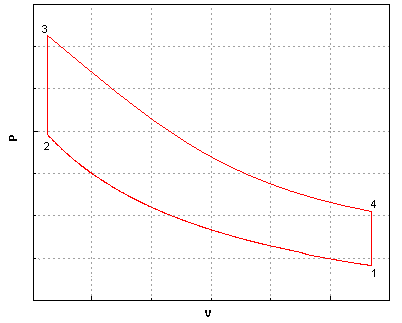
pV-diagram

Bij het doorrekenen van het proces in een stirlingmotor, waarbij er bijvoorbeeld van wordt uitgegaan dat tijdens het opwarmen en afkoelen, het volume van het gas (meestal lucht of een edelgas) niet verandert. Met behulp van de algemene gaswet kan men berekenen hoeveel warmte er dan tijdens het opwarmen en afkoelen van het gas toegevoegd of verwijderd moet worden afhankelijk van de verandering van andere factoren als temperatuur en druk. In het rechts afgebeelde pV-diagram (waarin p staat voor druk en V voor volume) staat een voorbeeld van zo'n kringproces waarin de toestandsveranderingen van 2 naar 3 (opwarmen) en van 4 naar 1 (afkoelen) isochoor verlopen.
Voor een isochoor proces met een ideaal gas gelden de volgende relaties:
{\displaystyle Q_{2-3}=m\,c_{\text{v}}(T_{3}-T_{2})}
{\displaystyle Q_{2-3}={\frac {V}{k-1}}(p_{3}-p_{2})}
Daarin is:
- {\displaystyle Q_{2-3}} de hoeveelheid warmte die toegevoerd wordt (of afgevoerd bij een negatieve uitkomst)
- {\displaystyle c_{\text{v}}} de soortelijke warmte van het gas bij gelijkblijvend volume
- {\displaystyle p} de druk op een bepaald punt
- {\displaystyle T} de temperatuur op een bepaald punt
- {\displaystyle m} de massa van het gas
- {\displaystyle V} het volume van het gas
- {\displaystyle k} een constante die afhankelijk is van het quotiënt van de soortelijke warmte bij respectievelijk gelijkblijvende druk (cp) en gelijkblijvend volume (cv)